# Leland, Nordland
Leland är en kyrkby som utgör centralort och enda tätort i Leirfjords kommun i Nordland fylke i norra Norge. Orten ligger där fylkesväg 17 möter fylkesväg 7308, på norra sidan av Leirfjorden. Här finns Leirfjords kyrka.